# Ospizio di Charenton
L'ospizio di Charenton era un ricovero per malati mentali, fondato nel 1645 dai Frères de la Charité a Charenton-Saint-Maurice, in Francia (l'attuale Saint-Maurice).

## Storia

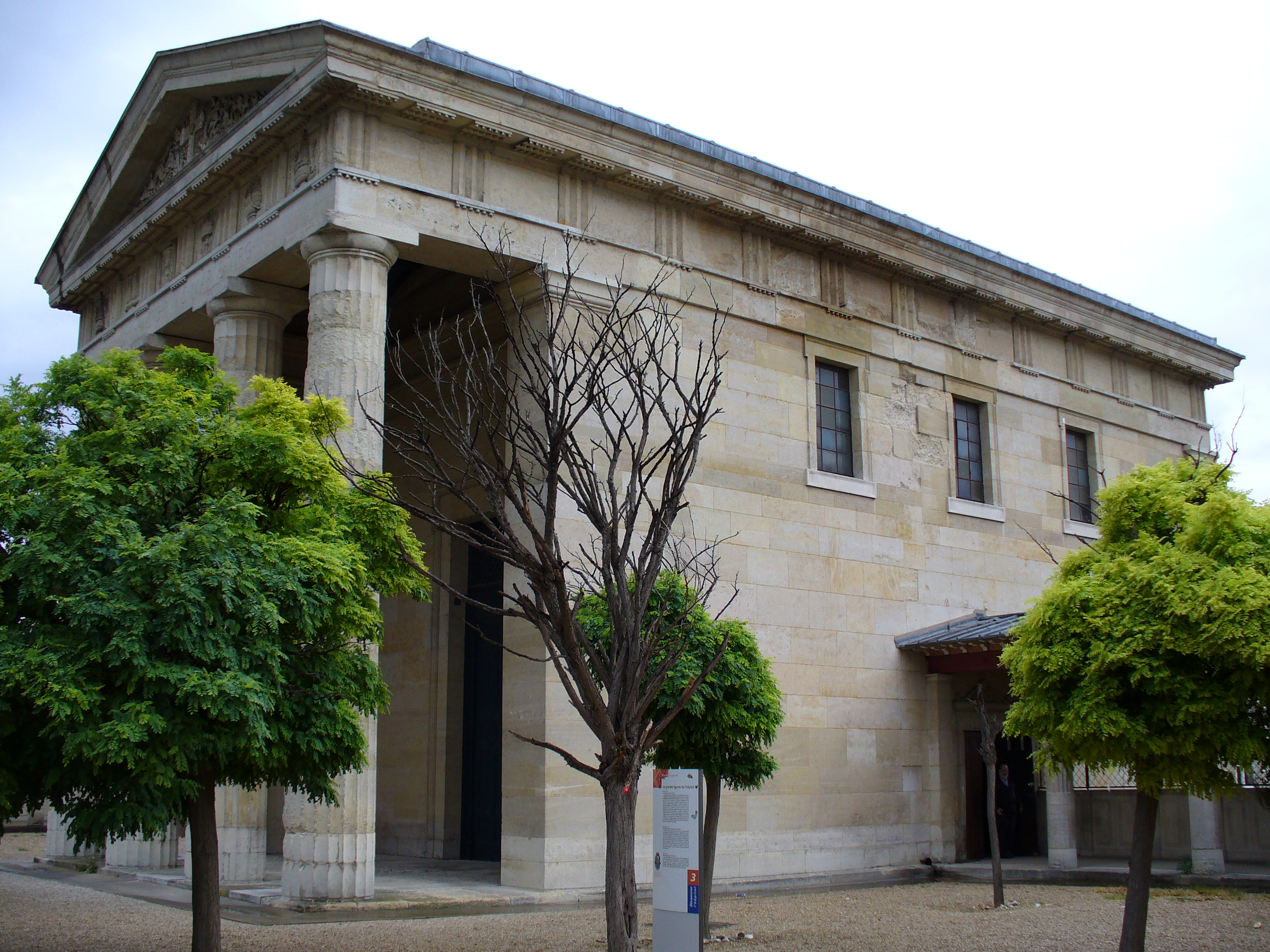
Cappella dell'ospedale

Charenton era noto per il trattamento estremamente umano e all'avanguardia impartito ai suoi pazienti, in particolare sotto la direzione dell'Abbé de Coulmier agli inizi del XIX secolo. Prigionieri famosi vennero rinchiusi a Charenton, tra i quali Victor Amédée de La Fage, Latude, Trénitz, il conte di Sanois, e il marchese de Sade (dal 1801 sino alla sua morte nel 1814).
Il compositore Jean-Joseph Mouret morì nell'ospizio di Charenton nel 1738. Il musicologo di origini belghe Jérôme-Joseph de Momigny vi morì nel 1842. Il caricaturista André Gill vi morì nel 1885. Il matematico André Bloch vi trascorse gli ultimi trent'anni della sua vita.
Attualmente la struttura è denominata "Ospedale Esquirol", dal nome di Jean-Étienne Dominique Esquirol, che fu uno dei suoi direttori nel XIX secolo.